# Ramón Guevara
Ramón Enrique Guevara Jaimes (San Cristóbal, Venezuela, 22 de noviembre de 1952) es un político y abogado venezolano, quien ejerció como gobernador de Mérida entre 2017 y 2021 por el partido Acción Democrática.

## Biografía

### Formación académica
Ramón Enrique nació en Barrio Obrero de San Cristóbal, Táchira y a los 17 años se trasladó al estado Mérida.
En Mérida estudió en la Universidad de Los Andes donde obtuvo el título de abogado en 1988 y luego el máster de Derecho Penal y Derecho Agrario.

### Carrera política
Fue procurador agrario del estado Mérida en 1991-1994, asesor jurídico de la contraloría del estado Mérida, director de seguridad y defensa de la Gobernación del estado Mérida (1996-1999) en la gestión de Williams Dávila. En las elecciones parlamentarias de 2000 se postula a diputado por el circuito 1 de Mérida, perdiendo al conseguir el 40 % de votos, frente a Arnoldo Márquez del MVR.

#### Legislador de Mérida
En las elecciones regionales de 2008, Guevara resulta elegido Legislador al Consejo Legislativo Bolivariano del estado Mérida (CLEBM) por Acción Democrática.
En las elecciones primarias de la MUD de 2012, Guevara inscribe su candidatura a gobernador, perdiendo con 48,1 % frente al candidato de COPEI, Léster Rodríguez quien ganó la candidatura con el 51,9 %.
En las elecciones regionales de 2012, anuncia su reelección al Consejo Legislativo con el apoyo de los partidos miembros de la Mesa de la Unidad Democrática, obteniendo 111.454 votos, significando el 40 % del total.

#### Gobernador de Mérida
Siendo secretario general de Acción Democrática en Mérida, en agosto de 2017 inscribió su precandidatura a candidato a gobernador de Mérida, en las primarias de la Mesa de la Unidad. Resultó elegido candidato a gobernador de su estado, contando con el apoyo de su partido, AD, COPEI, Movimiento al Socialismo (MAS) y el partido regional Alianza Generacional. En la elección obtuvo 198.532 votos (50,82%), derrotando al candidato oficialista militante del Partido Socialista Unido de Venezuela Jehyson Guzmán.
El 26 de octubre de 2017 fue juramentado oficialmente como gobernador.  Se ratificó ante la Asamblea Nacional Constituyente junto con los demás gobernadores electos de Acción Democrática, un gesto que generó mucha fricción entre sus aliados políticos de la oposición venezolana, ya que la Mesa de la Unidad desconoció la Asamblea Nacional Constituyente, después de que ésta asumió las funciones de la Asamblea Nacional.
Desde el inicio de su gobernación, Jehyson Guzmán, quien fuera ministro de Maduro, fue designado «protector» o presidente de la recién creada Corpomerida (Protección Social y Económica del Pueblo Merideño), que ejerció una autoridad paralela a la suya durante el resto de su mandato, por lo cual Mérida se vio envuelta en una polémica en torno a la asignación de presupuesto nacional, que según Guevara fue destinado al «protectorado» algo negado por Guzmán.
En 2018 se declaró «enemigo» del Carnet de la Patria.
En 2019 un grupo de simpatizantes de Nicolás Maduro realizaron un intento de asalto a la gobernación de Mérida, entrando a la sede del poder regional e hiriendo a Guevara, evento que fue controlado por personal de la gobernación y los propios ciudadanos. Henry Ramos Allup declaró que hubo una «ausencia cómplice de cuerpos de seguridad del Estado» durante el evento.
Durante su gestión Mérida atravesó la pandemia de COVID-19, lo que llevó al sistema de salud al colapso. En este marco, el Consejo Legislativo lo llamó a comparecer en agosto de 2020 por «denuncias del sector salud en Mérida por la falta de respuesta del gobierno regional». Un par de meses después, se contagió de COVID-19 estando en funciones.
En agosto de 2020 se restauró la Plaza El Espejo.
En 2020, su partido Acción Democrática fue intervenido judicialmente con una junta directiva designada por el Tribunal Supremo de Justicia, en un gesto que generó profundo rechazo político, y que aún hoy sigue en disputa. Durante las elecciones regionales de 2021 fue candidato a la reelección por la gobernación con el apoyo de la Mesa de la Unidad, pero sin el apoyo de su partido Acción Democrática, ahora dividido, cuya facción designada por el Tribunal Supremo apoyó a Edgar Márquez, alcalde del municipio Pinto Salinas, un desacuerdo político que se tradujo en que la oposición venezolana obtuvo los votos necesarios para ganar, pero en candidatos divididos, resultando vencedor el candidato oficialista del PSUV Jehyson Guzmán, con quien había competido antes.

### Vida posterior a la gobernación
En 2022 el gobernador Jehyson Guzmán ordenó a la Contraloría y el Consejo Legislativo investigar supuestos «hechos administrativos e irregulares» de su gestión como gobernador.
Ha criticado al gobierno de Nicolás Maduro por sus violaciones de derechos humanos, la decadencia de los servicios básicos a los que se ve sometida la entidad andina debido a la falta de gestión y mantenimiento del ejecutivo nacional a las instalaciones de potabilización de agua, luz eléctrica, gas y gasolina.